# Smakelijkheid

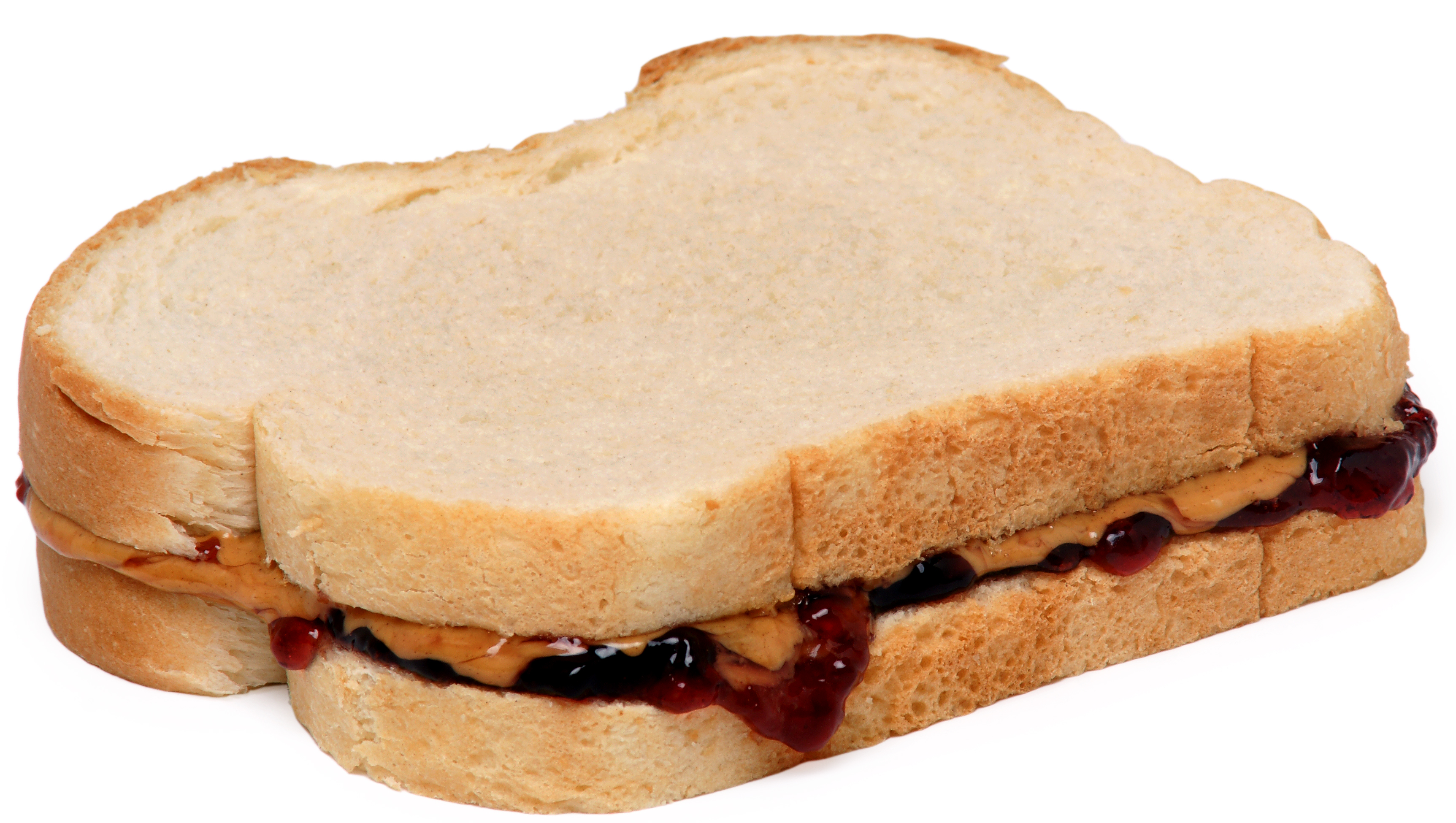
Een boterham van zacht witbrood met zout en zoet beleg (pindakaas en jam) geldt als heel smakelijk, want makkelijk te eten.

Smakelijkheid (Engels: palatability) is de mate waarin de smaak en textuur van voedsel en drank als aanvaardbaar of aangenaam in de mond wordt ervaren. Smakelijkheid hangt samen met eigenschappen als vochtgehalte en korrelgrootte en de hoeveelheid en combinatie van voedingsstoffen zoals vezels en lipiden. In tegenstelling tot de smaak van een voedingsmiddel, hangt de smakelijkheid af van persoon tot persoon.
Voeding met veel vetten, suikers, zout en geraffineerde koolhydraten, vaak industrieel bewerkt en geherformuleerd om extra zacht te zijn, wordt hypersmakelijk genoemd (Engels: hyperpalatable food, HPF). Hypersmakelijkheid is een van de eigenschappen van ultrabewerkte voeding en wordt in verband gebracht met een grotere eetlust en gewichtstoename.
Smakelijkheid is ook van belang in het onderzoek naar en de productie van dierenvoer, in het bijzonder in de industriële veeteelt waar men dieren zo snel mogelijk wil laten aankomen.